# Dominikánská republika na Letních olympijských hrách 2008
Dominikánská republika se účastnila Letní olympiády 2008. Zastupovalo ji 25 sportovců v 8 sportech.

## Medailisté
| Medaile | Jméno          | Sport     | Soutěž               |
| ------- | -------------- | --------- | -------------------- |
| Zlato   | Félix Díaz     | Box       | muži lehká velterová |
| Stříbro | Yulis Mercedes | Taekwondo | muži do 58 kg        |